# Лиманский, Георгий Сергеевич
Георгий Сергеевич Лиманский (род.27 мая 1950 года в селе Диман Ярдымлинского района Азербайджанской ССР, СССР) — российский государственный и политический деятель. Председатель Самарской городской думы (1997—2004). Глава городского округа Самара (1997—2006). Доктор юридических наук.

## Биография
Георгий Сергеевич Лиманский родился 27 мая 1950 года в селе Диман Ярдымлинского района Азербайджанской ССР в семье офицера-пограничника. В детские годы переехал в Куйбышев. В Куйбышеве получил среднее школьное образование и окончил музыкальную школу. Мастер спорта по борьбе. Имеет два высших образования — инженера связи (Куйбышевский электротехнический институт связи, специальность МЭС, 1972 год) и юриста (Куйбышевский государственный университет).
Трудовую деятельность начал в 1967 году с работы электромонтёром. В 1972—1974 годах проходил службу в воздушно-десантных войсках, где был командиром взвода. В 1974—1975 годах преподавал в Куйбышевском политехническом техникуме связи. Затем, в 1975—1980 годах работал старшим инженером, главным инженером, начальником эксплуатационно-технического предприятия связи в Ивановской области. Входил в число депутатов Пучежского районного совета Ивановской области.
В 1980—1985 годах занимал должность начальника Советского телефонного узла связи Куйбышевского областного производственного управления связи. В 1985—1994 годах являлся заместителем начальника Куйбышевского областного производственно-технического управления связи по капитальному строительству. Под руководством Г. С. Лиманского в Куйбышеве было проведено строительство Прижелезнодорожного почтамта, ставшего крупнейшим в СССР. В 1994—1997 годах занимал должность первого заместителя генерального директора ОАО «Связьинформ» Самарской области.

### Политическая деятельность
В первой половине 1990-х годов был известен в Самарской области как сторонник демократизации и рыночных реформ. В 1993—1995 годах входил в политическое движение «Выбор России», впоследствии преобразованный в политическую партию «Демократический выбор России». С 1993-го по март 1994 года состоял в региональном совете движения, который покинул, заявив о политических разногласиях с его руководством. В 1994 году стал членом политического совета партии, однако через год вышел из её членов по идеологическим соображениям.
В 1997—2002 годах входил в бюро политсовета «Российской народно-республиканской партии» под председательством генерала Александра Лебедя.
В 1994—2007 годах входил в состав Самарской Губернской думы, трижды избираясь в её состав (5 июня 1994 года, 7 декабря 1997 года, 9 декабря 2001 года) по Солнечному одномандатному округу (№ 8). В губдуме 1-го созыва был заместителем председателя. В губдуме 3-го созыва был членом комитет по бюджету, финансам, налогам, экономической и инвестиционной политике и комитета по местному самоуправлению. Принимал участие в разработке Устава Самарской области и закона о референдуме. С 1997 года совмещал депутатскую деятельность с должностью Главы городского округа Самара.
В 1995 году Лиманский ездил в период Первой чеченской войны в Грозный, в расположение 81-го мотострелкового полка. При содействии командующего войсками Приволжского военного округа способствовал в решении вопроса о досрочном выводе 81-го полка из Чечни. Выступил инициатором создания областного комитета солдатских матерей, законодательно решил вопрос выделения средств из областного бюджета для реабилитации военнослужащих, получивших ранения в Чечне.
1 сентября 1996 года впервые баллотировался на пост мэра Самары. Получив 10,9 % голосов, уступил О. Н. Сысуеву. После назначения Олега Сысуева на должность вице-премьера РФ были организованы новые выборы главы города, где Лиманский во втором туре был избран главой города Самара, получив на выборах 54,6 % голосов избирателей (13 июля 1997). Вице-мэром был назначен Марк Фейгин. 15 июля 2001 года повторно избран главой города, получив 50,13 % голосов избирателей.
В 1997—2004 годах как глава города являлся председателем Самарской городской думы. На первом заседании 4-го созыва уступил пост председателя городской думы избранному депутату, вице-президенту группы СОК Виталию Ильину.
В 2006 году на Выборах главы городского округа Самара, вступил в члены «Единой России» и был выдвинут партийным кандидатом на пост Главы города. 22 октября вышел во второй тур, уступив представителю Российской партия Жизни — Виктору Тархову, набрав около 35 % голосов избирателей. По заявлению Георгия Лиманского, в период выборов его оппоненты (в числе которых был ряд местных олигархов) потратили огромные суммы денег, создавая обстановку, способствовавшую победе Тархова, а бюллетени для голосования на выборах мэра печатались в типографии, аффилированой группе компаний «СОК» (Ульяновск).
С 2010 года является председателем совета директоров региональной телерадиокомпании ОАО ТРК «СКАТ». Ведёт личный сайт.

### Уголовное дело
В 2006—2010 годах Георгий Лиманский неоднократно фигурировал в уголовных делах в качестве ответчика в незаконных сделках с землёй, с муниципальным имуществом. До 2011 года Георгий Лиманский скрывался от следствия, до тех пор, пока дело не было закрыто.

### Научно-преподавательская деятельность
Г. С. Лиманский имеет учёную степень доктора юридических наук и учёное звание профессора. Кандидатская диссертация «Формирование системы местного самоуправления в России: Историко-правовое исследование» написана под научным руководством С. А. Комарова, защищёна в 2000-м году в Академии МВД России. Докторская диссертация под названием «Наследственное правоотношение: теоретико-методологические и практические проблемы» защищёна в 2006 году. Входил в штат преподавателей кафедры Гражданского права и процесса юридического факультета Самарской гуманитарной академии.

### Общественная деятельность
Являлся вице-президентом Союза Российских городов, председателем Всероссийского Совета городов-заказчиков строительства метрополитена, президентом Ассоциации городов Поволжья (1998—2007 гг., избран на первый срок 27 октября 1998 года, на второй срок 15 июля 2001 года), членом правления Союза юристов Самарской области.
В 2001 году выступил инициатором установки в Самаре одного из символов города — памятного комплекса ракеты-носителя «Союз», прототипа реальной ракеты, в честь полёта Юрия Гагарина в космос. Реконструировал церковь Иоанна предтечи в Солнечном микрорайоне.

### Награды
В 2000 году Г. С. Лиманскому присуждёна Премия Правительства Российской Федерации в области науки и техники.
Награждён Медалью «Участнику чрезвычайных гуманитарных операций» с формулировкой «За образцовое выполнение служебных обязанностей, проявленные инициативу и усердие при обеспечении и личном участии в чрезвычайных гуманитарных операциях». Также был удостоен награды Орденом святого благоверного князя Даниила Московского (награда РПЦ) II степени.
На IV церемонии награждения Премией «Российский Национальный Олимп» (2001 год) Г. С. Лиманскому был присвоен почётный титул «Мэр года».

### Семья
Жена Лиманская Елена Петровна — заслуженный работник культуры РФ, композитор, преподаватель самарской детской музыкальной хоровой школы № 1.